# Język saleman
Język saleman (a. seleman), także: hatue, sawai, wahai, koa-koa – język austronezyjski używany w prowincji Moluki w Indonezji, w kilku miejscowościach w północno-centralnej części wyspy Seram. Według danych z 1989 roku posługuje się nim blisko 5 tys. osób.
Jest blisko spokrewniony z językiem nuaulu. Jego użytkownicy zamieszkują obszar w pobliżu zatoki Saleman (kecamatan Seram Utara). Sami określają się jako „Sawai”, jest to również nazwa jednej z wsi.
W latach 80. XX w. odnotowano, że bywa znany jako drugi język, wśród użytkowników nuaulu północnego i manusela (we wsiach Rumaholat i Alakamat). W użyciu są także języki indonezyjski i malajski amboński.
W 1930 r. ukazały się pewne informacje gramatyczne nt. tego języka. Dostępne są także dwie listy słownictwa z XIX w. (opisujące saleman jako „hatue” i „wahai”).